# 伊陸村
伊陸村（いかちそん）は、かつて山口県玖珂郡に存在した村である。
1954年（昭和29年）3月に柳井市に新設合併して消滅した。現在は柳井市伊陸地区となっているが、中国地方でも有数の難読地名の一つである。

## 地理
- 周囲を山に囲まれた盆地である。
- 北側に柳井市最高峰である氷室岳がそびえる。
- 中心部から東側は由宇川水系、西側は島田川水系に分かれている。

### 概要
- 柳井市の北部地域に属する（岩国市周東町地区に隣接）。
- 盆地特有の内陸性気候である。

## 歴史
- 江戸時代長州毛利藩の支藩である岩国吉川藩領。玖珂代官所に属した。
- 1889年（明治22年）4月1日 - 町村制の施行により、近世以来の伊陸村が単独で自治体を形成。
- 1954年（昭和29年）3月31日 - 日積村・柳井町・新庄村・余田村と合併して柳井市が発足。同日伊陸村廃止。

## 字
- 長野、木部、北畑、中村、宗兼、門前、宮ヶ原、旭、久可地、丸山、藤ノ木、大ノ口（上,中,下）、大迫、竹常、奥畑　泉

## 著名な出身者
- 河田嗣郎 - 元大阪商科大学学長、フランシス・フクヤマ（ジョンズ・ホプキンズ大学教授）の祖父
- 硲俊聡 - 元山口県会議長・衆議院議員・伊陸村長